# 1923 en Grèce
Chronologie de la Grèce
- 1919
- 1920
- 1921
- 1922
- 1923
- 1924
- 1925
- 1926
- 1927

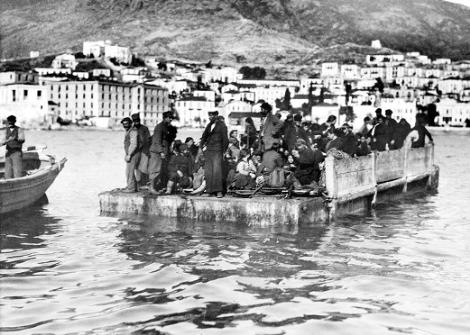
Échange de populations entre la Grèce et la Turquie dans le cadre de la Grande Catastrophe.

Cette page concerne les évènements survenus en 1923 en Grèce  :

## Évènements
- Génocide grec pontique (1916 - 1923)
- 30 janvier : Convention concernant l'échange de populations grecques et turques (en).
- 16 février : Passage du calendrier julien au calendrier grégorien : le 16 février 1923 devient le 1er mars 1923.
- 24 juillet : annexion du Dodécanèse par l'Italie, en vertu du traité de Lausanne de 1923.
- à partir du 24 juillet : Échange de populations entre la Grèce et la Turquie
- 27 août : assassinat du général italien Enrico Tellini et de ses assistants, à Ioannina
- 29 août : à la suite de cet assassinat, l'Italie envoie un ultimatum à la Grèce : Incident de Corfou.
- 22 octobre : Coup d'État
- 2 décembre : Élections législatives

## Sport
- Championnat Panhellénique (1922-1923) (en)
- Championnat Panhellénique (1923-1924) (en)
- Création des clubs : Atromitos Football Club, Ethnikós Le Pirée (football), Ethnikos Piraeus (en), Megas Alexandros Thessaloniki (en) (omnisports)

## Création
- Chambre technique de Grèce (en)
- Ipirotikos Agon (en), quotidien.
- Parti agricole de Grèce (en)

## Naissance
- Daniel Bennahmias, ressortissant italien juif d'origine grecque intégré à un sonderkommando  au camp de concentration d'Auschwitz-Birkenau.
- Yánnis Dalianídis, danseur, chorégraphe, acteur et réalisateur.
- Diodore Ier de Jérusalem, patriarche orthodoxe de Jérusalem.
- Ioánnis Grívas, juge et Premier ministre.
- Spýros Iakovídis, archéologue.
- Athanásios Kanellópoulos, personnalité politique.
- Dimítrios Ioannídis, militaire et instigateur du coup d’État ayant conduit à la dictature des colonels.
- Aglaé Libéraki, sculptrice.

## Décès
- Stéphanos Dragoúmis, Premier ministre.